# کودلچن
کودلچن (به لهستانی:  Kudelczyn) یک روستا در لهستان است که در گمینا بیلانه واقع شده‌است.